# 九十九王子 (御坊市)
本項目では、和歌山県御坊市に所在する九十九王子（くじゅうくおうじ）について述べる。

## 九十九王子とは
九十九王子（くじゅうくおうじ）とは、熊野古道、特に紀伊路・中辺路沿いに在する神社のうち、主に12世紀から13世紀にかけて、皇族・貴人の熊野詣に際して先達をつとめた熊野修験の手で急速に組織された一群の神社をいい、参詣者の守護が祈願された。
しかしながら、1221年（承久3年）の承久の乱以降、京からの熊野詣が下火になり、そのルートであった紀伊路が衰退するとともに、荒廃と退転がすすんだ。室町時代以降、熊野詣がかつてのような卓越した地位を失うにつれ、この傾向はいっそう進み、近世紀州藩の手による顕彰も行なわれたものの、勢いをとどめるまでには至らなかった。さらに、明治以降の神道の国家神道化とそれに伴う合祀、市街化による廃絶などにより、旧社地が失われたり、比定地が不明になったものも多い。
本記事では、これら九十九王子のうち、比定地が御坊市にある王子を扱う。

## 御坊市の九十九王子
御坊市の九十九王子は6社。上野王子は別項参照。

### 善童子王子

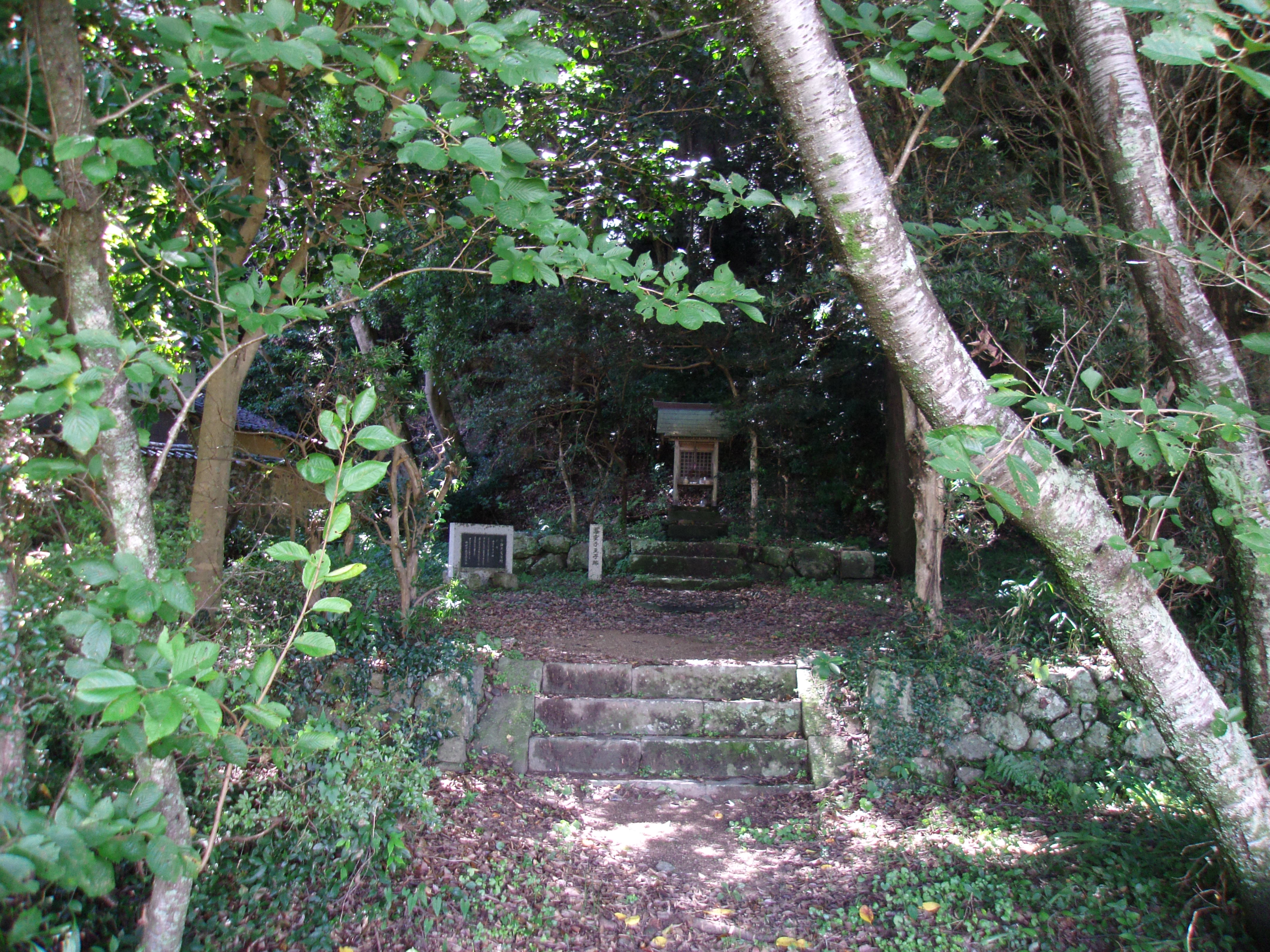
善童子王子

善童子王子（ぜんどうじおうじ）は、高家王子から、西川にかかる王子橋をわたって県道を南西に進んだところに小祠が祀られている。
『中右記』天仁2年（1109年）10月19日条に「連同持王子」にて大般若経があったと記し、「熊野道之間愚記」（『明月記』所収）建仁元年（1201年）10月10日条に「田藤次」、『民経記』承元4年（1210年）4月26日条に「伝童子」、文明5年（1473年）の『九十九王子記』に「善童子王子」とあるほか、仁和寺蔵の『熊野縁起』（正中3年〈1326年〉）は准五体王子であるとしている。
近世の記録では寛政年間の寺社調に御神体が木像であったとあるほか、『紀伊続風土記』には、方1間の本殿、長床、薬師堂があり、村人から出王子または出童子と呼ばれ、湯河家から社領・神主領の寄進を受けていたとある。富安荘4ヶ村の氏神として崇敬されていたことから富安王子とも呼ばれたが、1909年（明治42年）に湯川神社に合祀された。市指定史跡（1970年〈昭和45年〉5月12日指定）。
- 所在地 御坊市富安1347

### 愛徳山王子

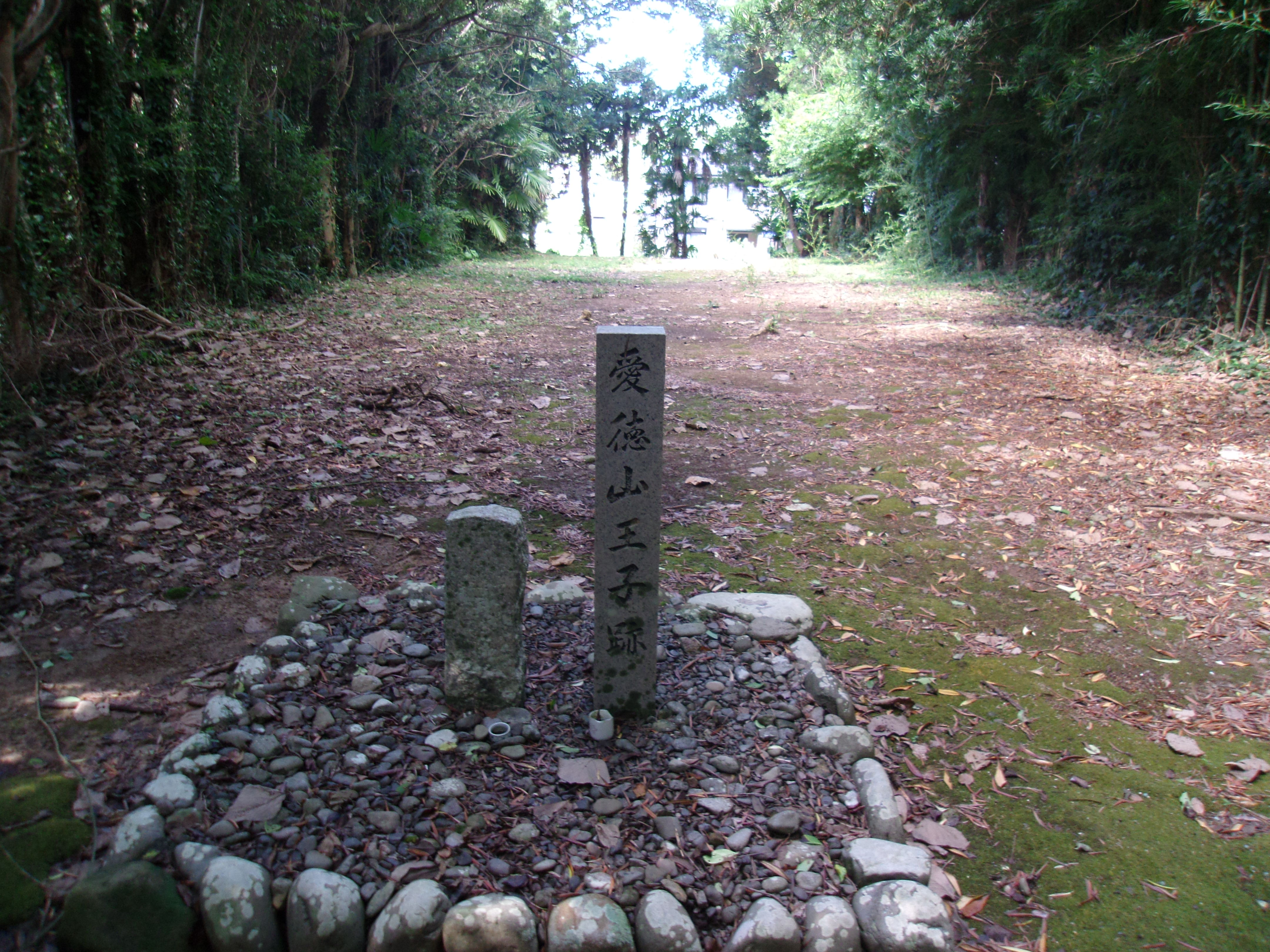
愛徳山王子跡

愛徳山王子（あいとくさんおうじ）は善童子王子から道成寺方面に進んだ、八幡山の北側にある。現地はミカン畑の中で、愛徳山王子跡地石碑と愛徳山王子碑が並んで立つ。1908年（明治41年）、近隣の吉田八幡神社に合祀された。市指定史跡（1970年〈昭和45年〉5月12日指定）。
- 所在地 御坊市吉田2167

### 九海士王子

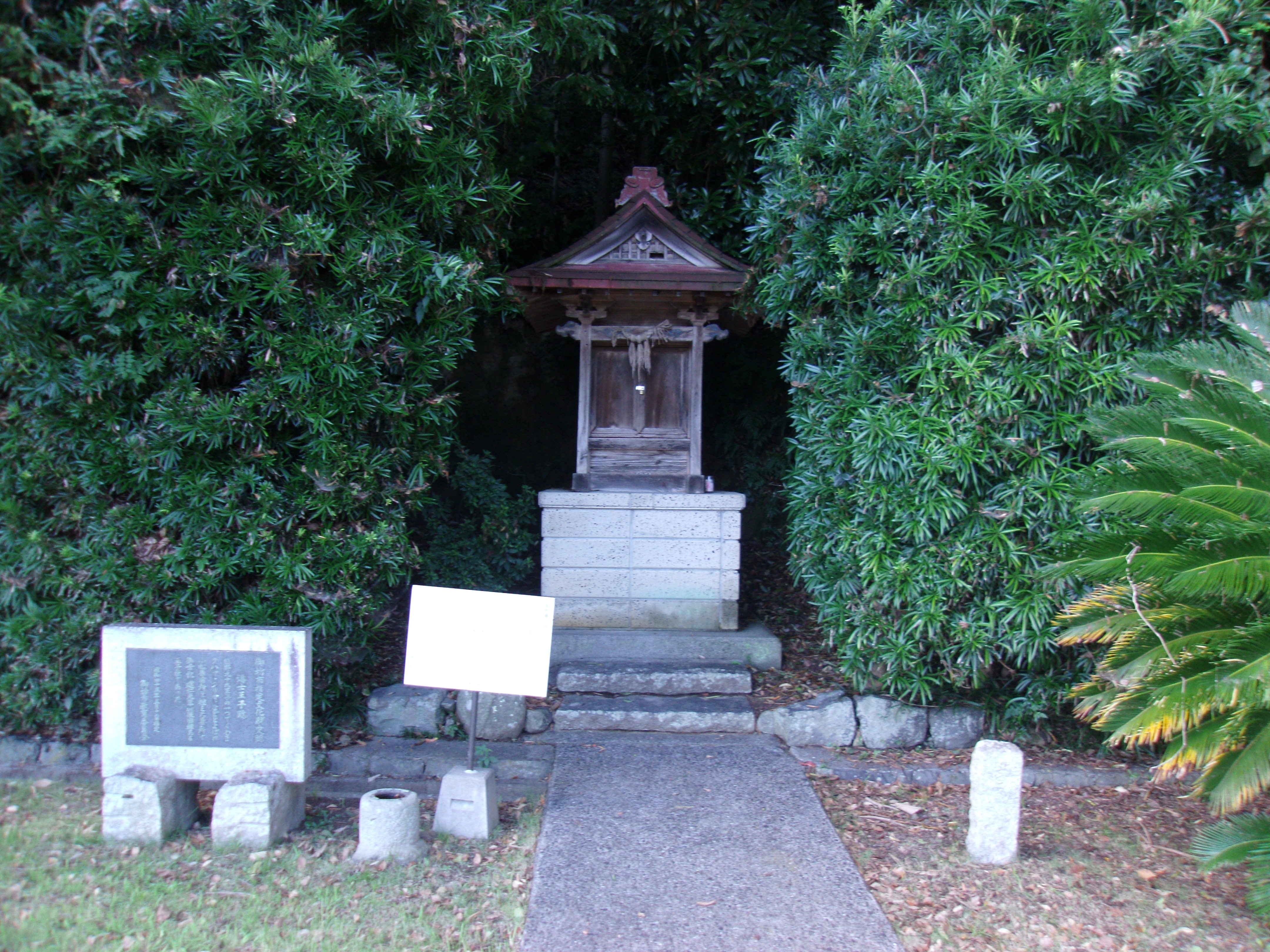
九海士王子

九海士王子（くあまおうじ）は八幡山の南麓にある。本来の旧社地はミカン畑になったため、旧社地の東側に遥拝所を設け、小祠と海女王子（あまおうじ）社地の石碑が祀られている。
「熊野道之間愚記」建仁元年（1201年）10月10日条に「クワマ王子」、『民経記』承元4年（1210年）4月26日条に「久和万」、文明5年（1473年）の『九十九王子記』に「桑間崎」とあるほか、仁和寺蔵の『熊野縁起』（正中3年〈1326年〉）はクアマの名を記しているほか、『和歌山県聖蹟』にはクリマの名が挙げられている。近世後期の史料には、九海士王子を道成寺伝説の一部に取り入れ、道成寺の観音像を海中より引き上げた海女に因むとしているが、九海士王子ないし海士王子の名で呼ばれるようになるのは近世のことである。1908年（明治41年）、吉田八幡神社に合祀された。
旧蔵の神像は道成寺にて宮子姫像として祀られているが、天照大神像であったと推定されている。市指定史跡（1970年〈昭和45年〉5月12日指定）。
- 御坊市吉田2263-1

### 岩内王子

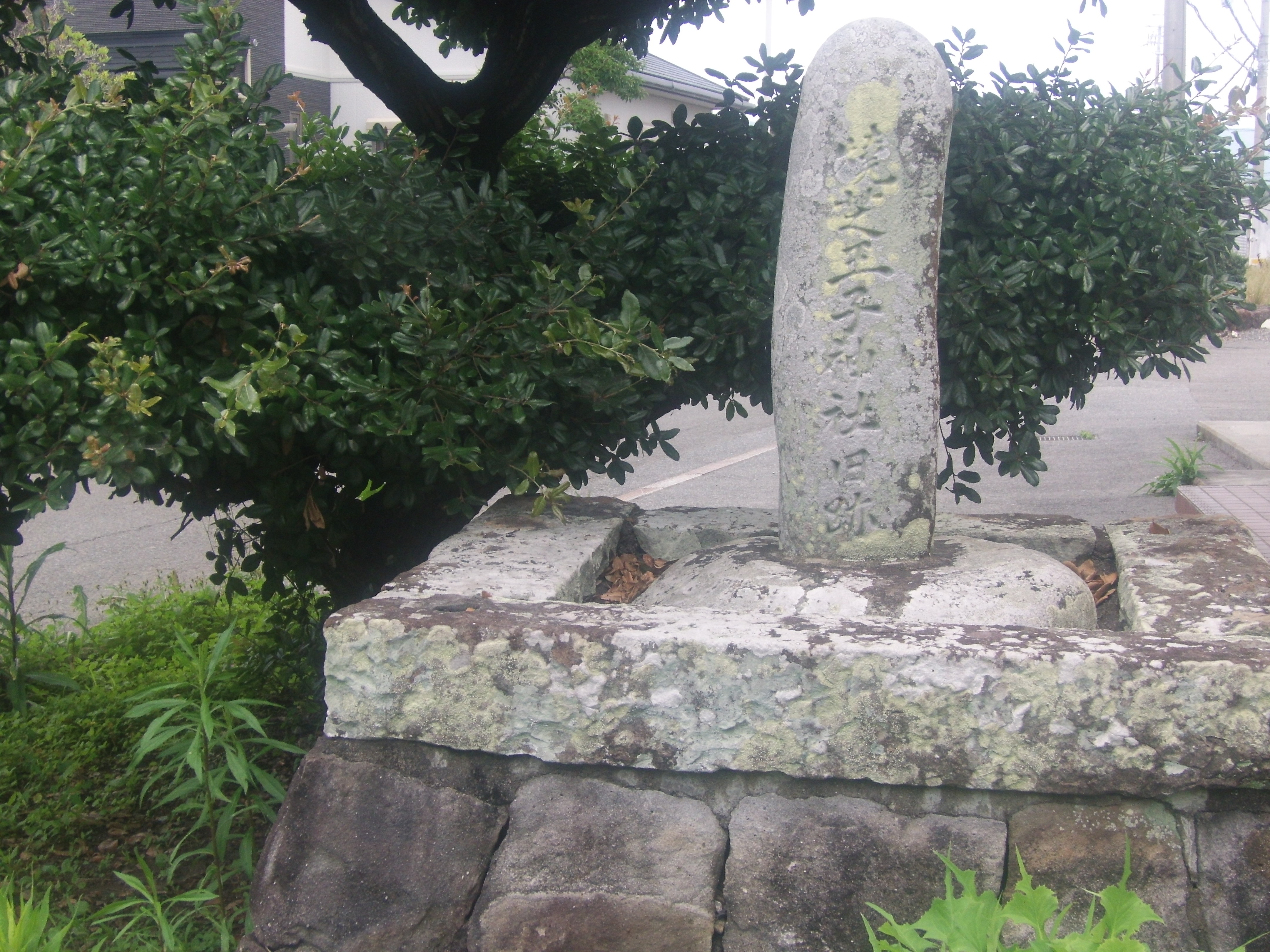
岩内王子跡

岩内王子（いわうちおうじ）は九海女王子から紀勢本線の線路と日高川を越えた、日高川左岸にある。
『中右記』天仁2年（1109年）10月19日条に石内荘司宅に宿をとったとあるが参詣の記録はなく、「熊野道之間愚記」建仁元年（1201年）10月10日条に「渡河いわうち王子」、『民経記』承元4年（1210年）4月26日条に石内王子参詣と記される他、近世には也久志波（やくしば）王子（『紀伊続風土記』）・焼芝（やけしば）王子（『九十九王子記』、享保15年〈1730年〉）と呼ばれていた。
『中右記』には石内から塩屋までの道が日高川の増水で通行不能になったとあり、他にも『紀伊続風土記』に「此地河流変遷し岩内王子の社地滅没して後世小社を此に建しといふ」と述べられているように、旧社地はしばしば日高川の氾濫による水害を受けていた。1908年（明治41年）、熊野神社（御坊市熊野）に合祀され、青年会館の前に焼芝王子神社旧跡碑が遺されている。
- 御坊市岩内字田畑515

### 塩屋王子
塩屋王子（しおやおうじ）は、岩内王子から南西に進んで、日高川支流の王子川右岸丘陵上にある。
藤原為房の熊野参詣記には塩屋にて宿をとったと記されているが参詣の記はなく、史料上の初見は『中右記』天仁2年（1109年）10月20日条に「至塩屋王子社奉幣」とあるものである。「熊野道之間愚記」建仁元年（1201年）10月11日条に参詣の記事がある他、『民経記』承元4年（1210年）4月26日条、仁和寺蔵の『熊野縁起』（正中3年〈1326年〉）にその名がある。近世には美人王子と呼ばれ（『九十九王子記』、享保15年〈1730年〉）、境内には『紀伊続風土記』を編纂した紀州藩藩儒仁井田好古撰の王子祠記碑が建てられた。
地元では今日でも美人王子の名で呼ばれ、美人王子の名の由来として、祭神の大日孁貴神（天照大神）の神像が美人であるからという説、白河院が熊野参詣の途上で歌会を催した（『新古今集』）ことに見られるような景勝地であるからという説（『和歌山県聖蹟』）などがある。
塩屋王子神社の境内は、和歌山県指定史跡（1958年〈昭和33年〉4月1日指定）されたが、2018年（平成30年）2月13日に、史跡登録名称「熊野参詣道紀伊路」の構成資産の一部として、「塩屋王子跡」が国の史跡に指定された。社叢（神社林）は、暖地性の常緑樹林で沿海暖地の天然林があり、市指定天然記念物（1979年〈昭和54年〉5月28日指定）。

## 周辺情報

### 愛徳山王子跡参詣道
愛徳山王子跡周辺には熊野古道としての土面路区間が残されており、史跡「熊野参詣道紀伊路」の構成資産の一部として指定されている。

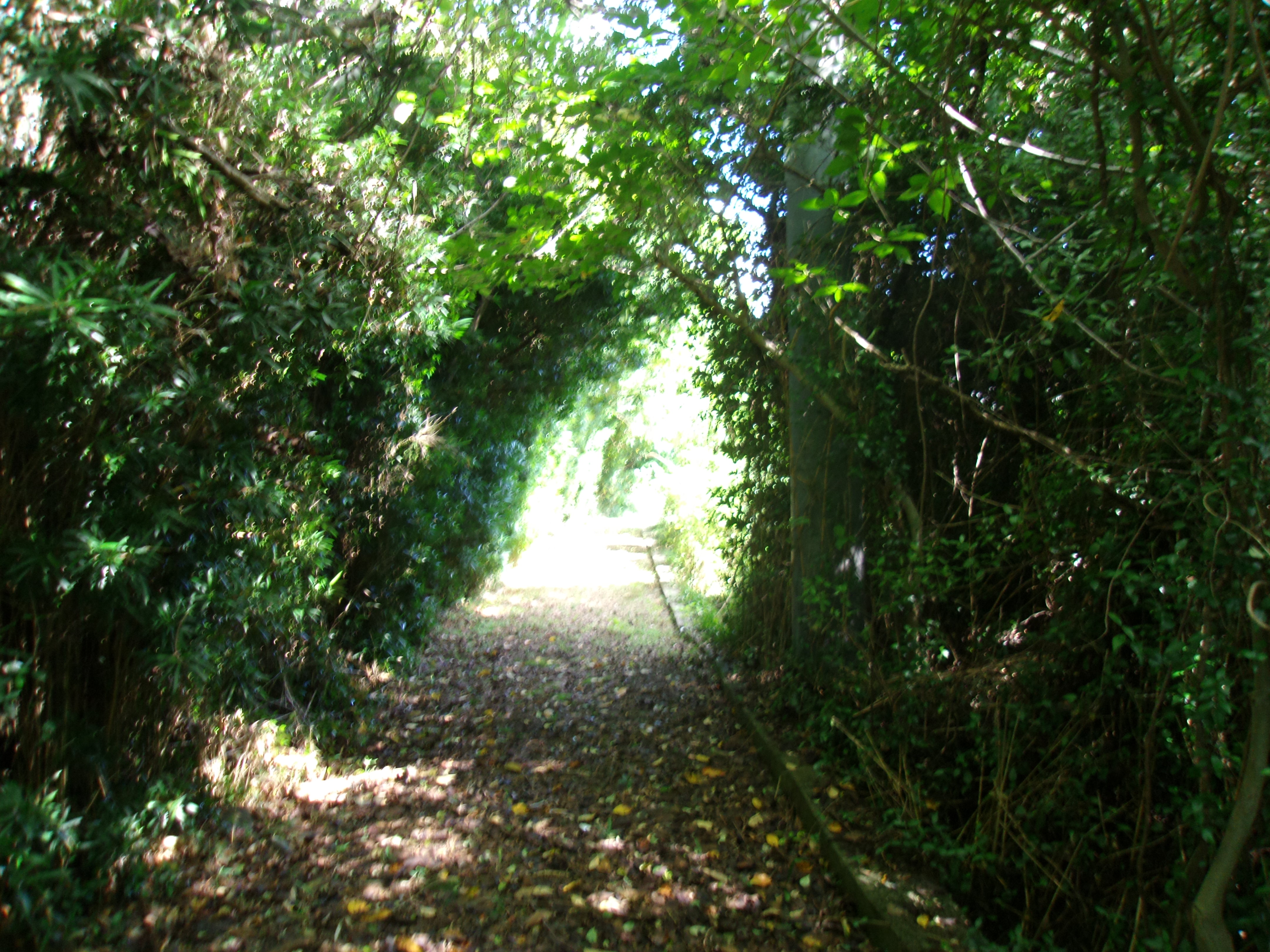
愛徳山王子跡北東参詣道
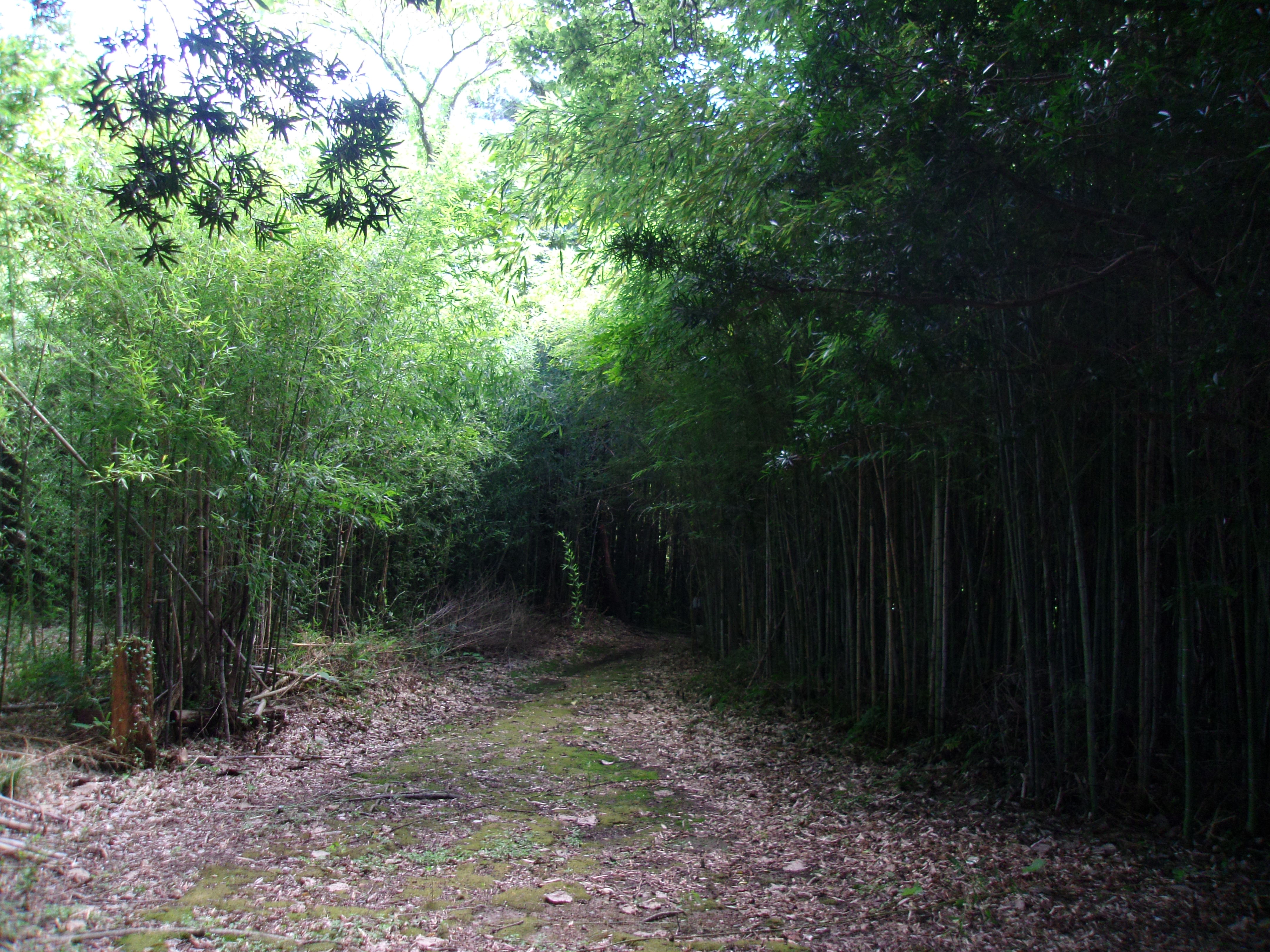
愛徳山王子跡隣接竹林道

## 注
1. 1 2 3  平凡社[1997: 490]
2. ↑  西[1987: 123]
3. ↑  長谷川[1997: 91]は合祀を1907年（明治40年）としている。
4. ↑  “善童子王子跡”.   御坊市教育委員会. 2009年9月27日閲覧。
5. ↑  長谷川[1997: 91]
6. ↑  “愛徳山王子跡”.   御坊市教育委員会. 2009年9月27日閲覧。
7. 1 2  西[1987: 125]
8. 1 2  長谷川[1997: 92]
9. ↑  平凡社[1997: 231]
10. 1 2  平凡社[1997: 232]
11. ↑  “海士王子跡”.   御坊市教育委員会. 2009年9月27日閲覧。
12. 1 2 3 4  平凡社[1997: 101]
13. ↑  西[1987: 126]
14. ↑  長谷川[1997: 94]
15. 1 2 3  平凡社[1997: 427]
16. ↑  西[1987: 127]に碑文掲載あり。
17. 1 2  長谷川[1997: 95]
18. ↑  “県指定文化財・記念物”.   和歌山県教育委員会. 2009年9月27日閲覧。
19. 1 2  “熊野参詣道紀伊路（塩屋王子跡、愛徳山王子跡北東参詣道）”.   御坊市 教育委員会 生涯学習課. 2020年1月3日閲覧。
20. ↑  “塩屋王子神社の社叢”.   御坊市教育委員会 生涯学習課. 2020年1月3日閲覧。

## 文献
- 西 律、1987、『熊野古道みちしるべ - 熊野九十九王子現状踏査録』、荒尾成文堂（みなもと選書1）
- 長谷川 靖高、2007、『熊野王子巡拝ガイドブック』、新風書房 ISBN 9784882696292
- 平凡社編、1997、『大和・紀伊寺院神社大事典』、平凡社 ISBN 458213402-5